# 옥항
옥항(玉恒)은 중국 성한(成漢) 폐제(廢帝)의 연호이다. 335년에서 338년 3월까지 3년 3개월 동안 사용하였다. 옥항과 옥형(玉衡)의 발음이 비슷하기 때문에 동일한 연호로 보는 주장도 있다.
같은 시기에 사용된 다른 연호로는 동진(東晉)에서 사용한 함강(咸康 : 335년 ~ 342년), 전량(前凉)에서 사용한 건흥(建興 : 314년 ~ 361년), 후조(後趙)에서 사용한 건무(建武 : 335년 ~ 348년)가 있다.

## 연대대조표
| 옥항                | 원년            | 2년        | 3년        | 4년        |
| 서력                | 335년           | 336년      | 337년      | 338년      |
| 육십간지 (六十干支) | 을미(乙未)      | 병신(丙申) | 정유(丁酉) | 무술(戊戌) |
| 동진 (東晉)         | 함강(咸康) 원년 | 2년        | 3년        | 4년        |
| 전량 (前凉)         | 건흥(建興) 23년 | 24년       | 25년       | 26년       |
| 후조 (後趙)         | 건무(建武) 원년 | 2년        | 3년        | 4년        |

## 같이 보기
- 중국의 연호

| 이전 연호 옥형(玉衡) | 중국의 연호 성한(成漢) | 다음 연호 한흥(漢興) |